# ISO 3166-2:CM
ISO 3166-2:CM és el subconjunt per al Camerun de l'estàndard ISO 3166-2, publicat per l'Organització Internacional per Estandardització (ISO) que defineix els codis de les principals subdivisions administratives.
Actualment per al Camerun l'estàndard ISO 3166-2 està format per 10 regions.
Cada codi es compon de dues parts, separades per un guió. La primera part és CM, el codi ISO 3166-1 alfa-2 per al Camerun. La segona part són dues lletres.

## Codis actuals
Els noms de les subdivisions estan llistades segons l'ISO 3166-2 publicat per la "ISO 3166 Maintenance Agency" (ISO 3166/MA).
Els codis ISO 639-1 són utilitzats per representar els noms de les subdivisions en les llengües oficials següents:
- (en): Anglès
- (fr): Francès

| Codi  | Nom de la subdivisió (en) | Nom la de subdivisió (fr) |
| ----- | ------------------------- | ------------------------- |
| CM-AD | Adamaoua                  | Adamaoua                  |
| CM-CE | Centre                    | Centre                    |
| CM-ES | East                      | Est                       |
| CM-EN | Far North                 | Extrême-Nord              |
| CM-LT | Littoral                  | Littoral                  |
| CM-NO | North                     | Nord                      |
| CM-NW | North-West                | Nord-Ouest                |
| CM-SU | South                     | Sud                       |
| CM-SW | South-West                | Sud-Ouest                 |
| CM-OU | West                      | Ouest                     |